# کانن ئی‌اواس - ۱ دی‌اس
کانن ئی‌اواس - ۱ دی‌اس (به انگلیسی: Canon EOS-1Ds) یک دوربین عکاسی تک‌لنزی بازتابی ساخت شرکت کانن است.